# Wacław Damski
Wacław Damski (ur. 24 października 1858 w miejscowości Wieprz, zm. 3 lipca 1923 w Krakowie) – polski lekarz.

## Życiorys
Urodził się 24 października 1858 roku. Studiował w Collegium Medicum Uniwersytetu Jagiellońskiego. W listopadzie 1882 został wybrany wydziałowym Towarzystwa Wzajemnej Pomocy uczniów UJ na rok 1882/1883. W 1883 pełnił funkcję prezesa Bratniej Pomocy UJ. Dyplom doktora medycyny otrzymał 23 maja 1884 roku. W latach 1893–1910 pracował jako lekarz w Gwarectwie Jaworznickim. 8 marca 1896 został wybrany prezesem jaworznickiego gniazda Towarzystwa Gimnastycznego Sokół. Podczas wyborów do rady miasta Jaworzna w 1906 został wybrany asesorem.
W maju 1912 został wiceprezesem Zachodnio-galicyjskiej Izby lekarskiej. Od 1912 był kierownikiem Szkoły Zawodowych Pielęgniarek w Krakowie. W styczniu 1914 został wybrany prezesem Krajowego Związku Lekarzy. W wyborach z maja z 1914 został wybrany radnym Rady Miejskiej w Krakowie.
Podczas I wojny światowej pełnił w Krakowie funkcję referenta opieki nad rodzinami legionistów. Wszedł w skład stworzonego 22 sierpnia 1914 oddziału sanitarnego Departamentu Wojskowego N.K.N., gdzie objął referat szpitalnictwa. Organizował szpitale dla legionistów, a w listopadzie 1914, wraz z częścią oddziału, wyjechał do Wiednia. W 1916 został odznaczony Odznaką Honorową Czerwonego Krzyża II klasy z dekoracją wojenną. Za działalność w czasie I wojny światowej i służbę legionową odznaczono go Krzyżem Walecznych. W październiku 1918 pozostawał radnym Krakowa i należał do konserwatystów. Podczas posiedzenia Krakowskiego Towarzystwa Lekarskiego w dniu 11 grudnia 1918 roku został wybrany jego prezesem na 1919 rok. W 1919 roku został zweryfikowany w Wojsku Polskim w stopniu podpułkownika i mianowano go dyrektorem Szpitala Wojskowego nr 6 w Krakowie. 10 lipca 1920 zgłosił się ochotniczo do Wojska Polskiego. Służył w korpusie sanitarnym podczas wojny polsko-bolszewickiej. W maju 1922 został przeniesiony w stan spoczynku. W XX-leciu międzywojennym pracował jako lekarz w Krakowie.
Zmarł 3 lipca 1923 i został pochowany na cmentarzu Rakowickim w Krakowie.